# 히어리
히어리는 조록나무과 식물로, 갈잎 떨기나무이다. 학명은 Corylopsis coreana이다.
한국에서만 자라는 특산종이다. 지리산과 조계산, 백운산 등 주로 남부 지방의 산기슭이나 골짜기에서 자란다. 하지만 광교산에서도 발견되었고, 광교산보다 북쪽인 경기도와 강원도에 걸쳐 있는 백운산에서도 자생지가 발견되어 북한계선이 새로 설정되었으며 히어리가 추위에도 잘 견딜 수 있다는 것을 알게 되었다.
줄기는 가지가 많이 갈라지고 잔가지는 껍질눈이 촘촘히 나 있다. 이른 봄에 잎보다 먼저 꽃이 피는데, 초롱 모양의 총상꽃차례에 8~12개의 작고 노란색 꽃이 모여 달리며 밑으로 늘어진다. 작은 꽃은 고깔 모양이며 5장의 꽃잎을 포개고 속에 다갈색 수술을 담고 있다. 잎은 길이 5~9cm, 너비 4.5~8.2cm 정도이다. 어긋나고 둥근 달걀 모양이며 가장자리에 톱니가 있으며 잎맥이 힘차게 나 있다. 앞면은 연한 초록색이며 뒷면은 회백색이다. 9월에 달리는 열매는 삭과로 털이 많고 여러 개의 씨방으로 되어 있는데 갈색으로 익으며 열매가 익어 벌어지면 방마다 2~4개의 새까만 씨가 나온다.

## 참고자료
- 《우리가 정말 알아야 할 우리 나무 백 가지》(현암사, 1995) ISBN 8932308306
- 《조경수목 핸드북》(광일문화사, 2000) ISBN 898524325X
- 《나무 쉽게 찾기》(진선출판사, 2004) ISBN 9788972214144